# Stegana pililobosa
Stegana pililobosa är en tvåvingeart som beskrevs av Chen 2008. Stegana pililobosa ingår i släktet Stegana och familjen daggflugor. Inga underarter finns listade i Catalogue of Life.